# Charge (chocolate)
Charge é uma marca de chocolate fabricado pela Nestlé, composto por chocolate recheado com amendoim e caramelo.

## Ingredientes
O chocolate Charge compõe-se de açúcar, xarope de glicose, amendoim, gordura vegetal, leite condensado, cacau, lactose, leite em pó integral, cacau em pó, sal, açúcar invertido, proteína láctea, umectantes sorbitol e glicerol, emulsificantes monoestearato de glicerila, aromatizantes, acidulante ácido cítrico e regulador de acidez tricarbonato de sódio.